# Heterospathius petiolatus
Heterospathius petiolatus är en stekelart som beskrevs av Barbalho och Penteado-dias 1999. Heterospathius petiolatus ingår i släktet Heterospathius och familjen bracksteklar. Inga underarter finns listade i Catalogue of Life.